# Metoo

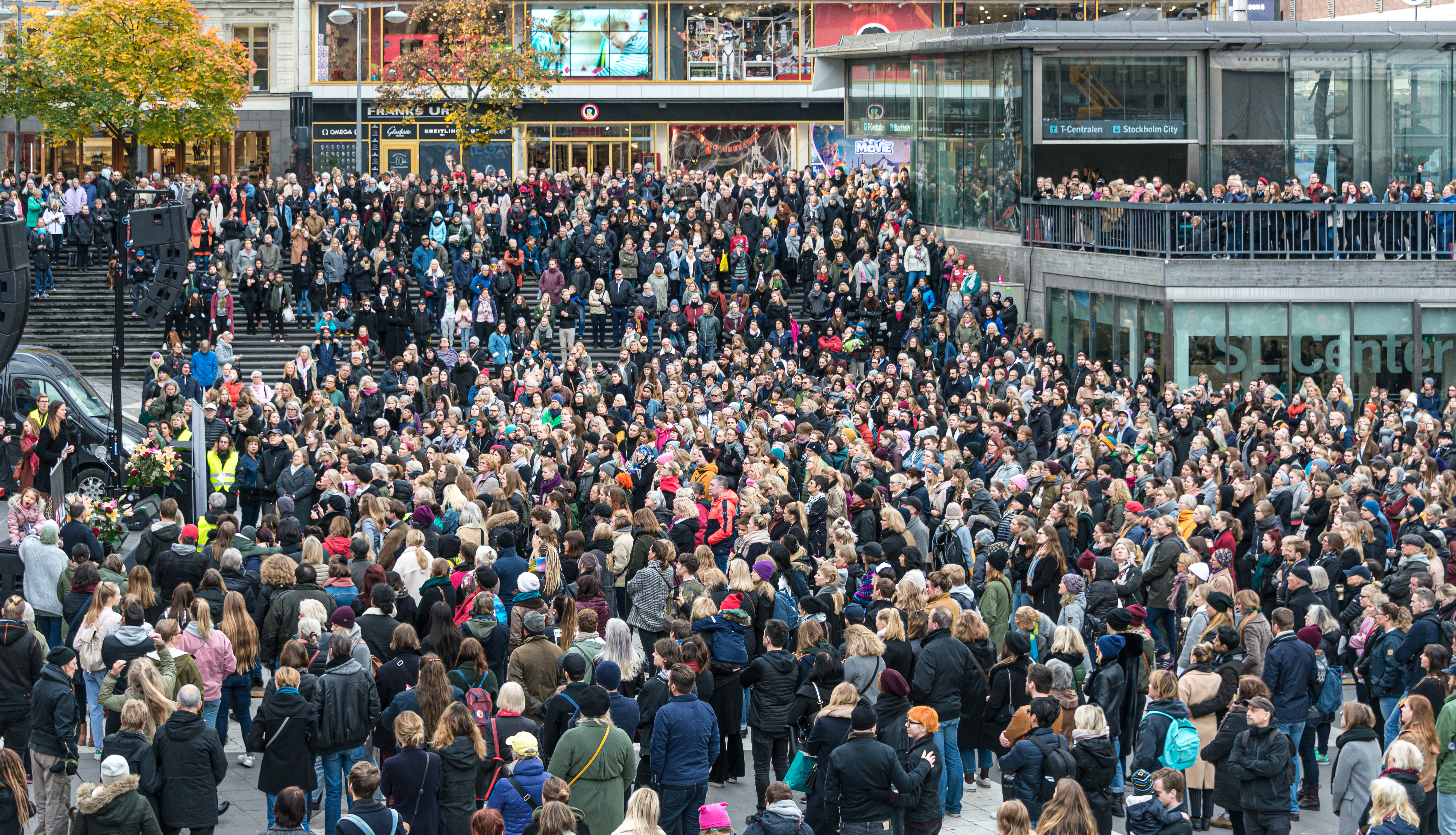
Metoo-manifestationen på Sergels torg i Stockholm den 22 oktober 2017.

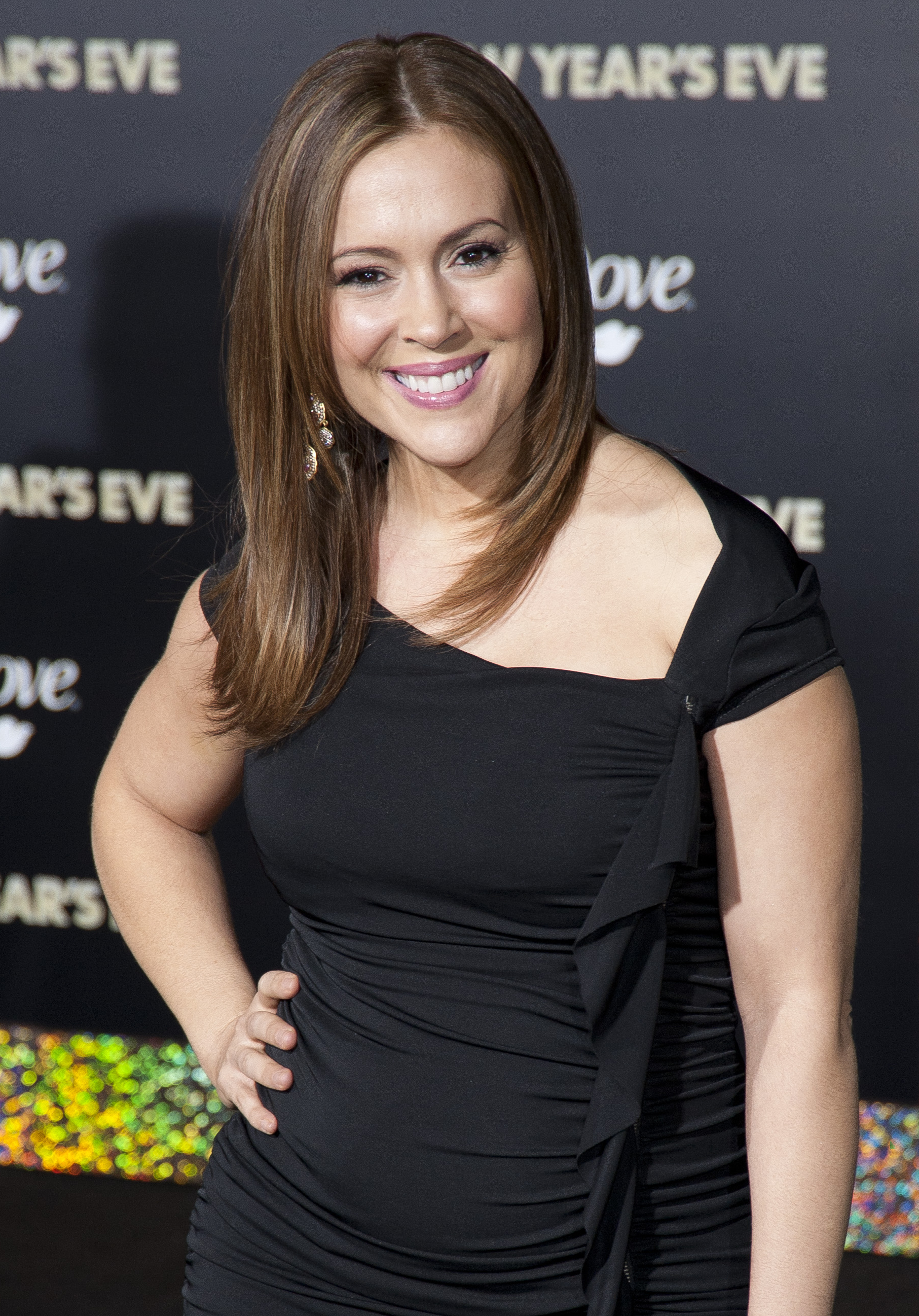
Alyssa Milano uppmanade kvinnor att använda hashtaggen #metoo efter anklagelserna mot Harvey Weinstein år 2017.

Artikelns titel kan av tekniska skäl inte återges korrekt. Den korrekta titeln är #metoo.
#metoo, eller #MeToo, även metoo-rörelsen eller bara metoo, från engelskans "me too" (direkt översatt "jag också"), är en rörelse för att uppmärksamma och verka mot sexuella ofredanden samt normalisering och tystnadskultur runt dessa. Den fick ett genombrott efter att hashtaggen #metoo fick spridning i sociala medier när skådespelaren Alyssa Milano bad alla kvinnor som ofredats sexuellt att svara på hennes tweet med orden "me too", för att uppmärksamma omfattningen av sexuella trakasserier mot kvinnor. Hon gjorde det den 15 oktober 2017 i samband med rapporteringen om att Hollywoodproducenten Harvey Weinstein anklagats för våldtäkt av flera kända kvinnliga skådespelare och att det tystats ner av filmindustrin. Uppmaningen blev snabbt viral och det skapades en hashtag, #metoo, i syfte att visa hur utbrett det är med sexuella trakasserier.
#metoo-rörelsen ses ibland som en del av en fjärde feministisk våg.
#metoo fick särskilt stort genomslag i Sverige, där rörelsen var unik med en samordningsgrupp och koppling till arbetslivet. Svenska medier blev en del av rörelsen:14m46s och #metoo kom att beskrivas som en revolution. Det äventyrade rättssäkerheten.:14m46s Efter ett år hade över 68 000 artiklar och radio- och tv-inslag som på något sätt berörde metoo publicerats i Sverige, men redan då förde metoo en tynande tillvaro trots att jämställdhet var en av väljarnas viktigaste frågor kring valet 2018. Det var en exceptionell tid, alla de största svenska medierna kom att fällas för publiceringar i samband med metoo, och pressombudsmannen Ola Sigvardsson sade att "Publiceringarna gjorde metoo en otjänst". Efter att det konstaterats att publiciska övertramp hade gjorts och att människor hade farit illa var det få som bad om ursäkt.:13m34s

## Bakgrund

### Kampanjen 2006

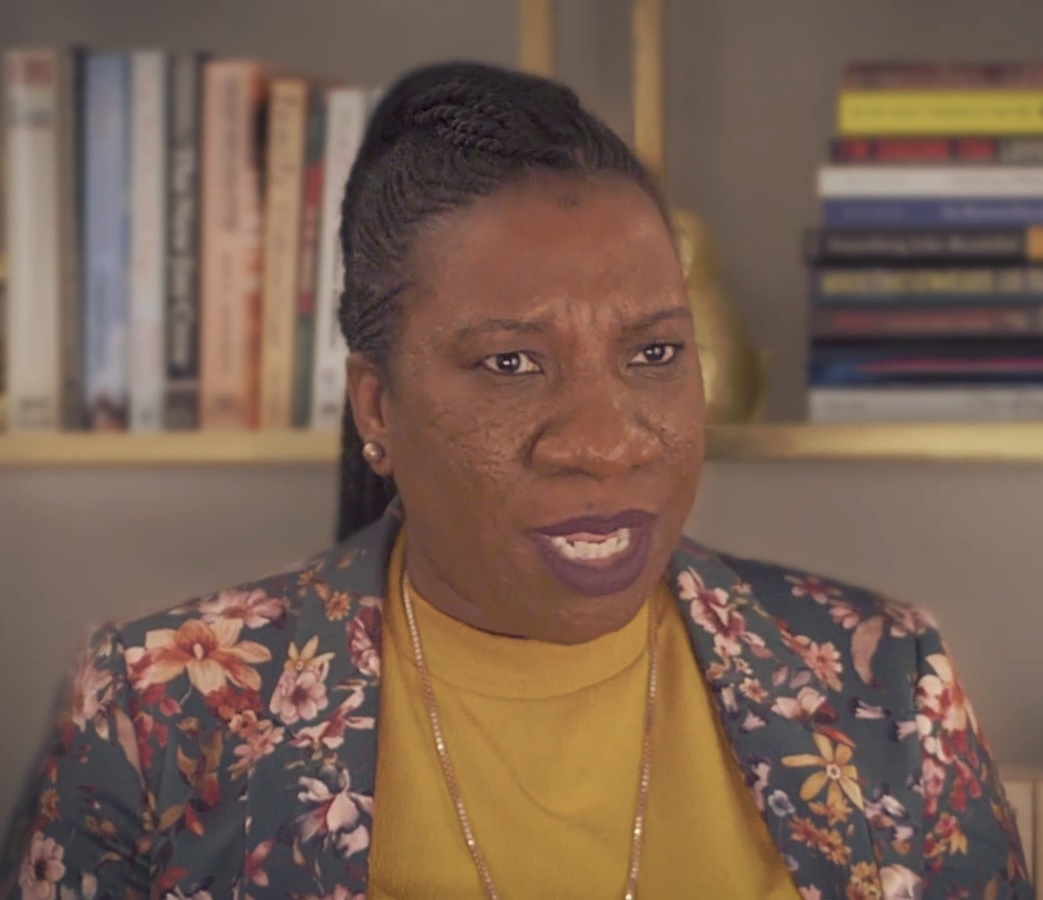
Tarana Burke skapade en liknande kampanj 2006, som också använde uttrycket metoo, men då för att uttrycka empati med någon som var utsatt.

Redan 2006 skapade den amerikanska fritidsledaren och kvinnorättsaktivisten Tarana Burke en kampanj på Myspace, främst för svarta yngre kvinnor i utsatta områden för att låta dem förstå att de inte är ensamma i sin utsatthet. En ung flicka hade berättat för Tarana Burke om vad hon hade utsatts för, och hon kom inte på något bra svar utan skickade iväg flickan till en annan person för stöd. Senare tänkte hon att hon borde svarat "Jag också", och därefter drog hon igång sin kampanj, och grundade organisationen Just Be Inc. Organisationen och deras slagord "metoo" är fortfarande aktiv.
Vid metoo-rörelsens genombrott i oktober 2017 uppmärksammades Tarana Burkes tidigare arbete och fick stöd av Alyssa Milano när hon fick veta att en tidigare kampanj existerade med samma namn.

### Kampanjen 2017
The New Yorker och New York Times arbetat med sina publiceringar i tio respektive fyra månader för att undersöka riktigheten i anklagelserna mot Harvey Weinstein före publiceringarna.:5m38s
Weinstein anklagades först öppet av skådespelaren Rose McGowan. I samband med rapporteringen av övergreppen begångna av Harvey Weinstein, och det faktum att så många varit tysta, tänkte Alyssa Milano att hon ofta blivit drabbad både fysiskt och verbalt. En tystnadskultur gör att "alla vet" men eftersom ingen säger något kan det fortgå. Hon lade då ut en tweet, där hon uppmanade alla som drabbats att retweeta med orden "metoo" för att visa hur utbrett det är. Kampanjen fick ett stort genomslag och spreds till flera sociala medier och hashtaggen #metoo.

## Global spridning

### Frankrike
I Frankrike började rörelsen med hashtaggen #BalanceTonPorc, ungefär "häng ut svinet". Den startades av den franska journalisten Sandra Muller, som är verksam i New York, och hon inspirerades av vittnesmålen runt Harvey Weinstein. Kampanjen uppmuntrade explicit till att namnge männen vilket den kritiserades för. Senare introducerades även hashtaggarna #metoo och #moiaussi. I Frankrike anordnades manifestationer i alla större städer och det föreslogs att Harvey Weinstein skulle bli av med franska hederslegionen som han tilldelades 2012.
I januari 2018 kritiserades uthängningarna av 100 prominenta franska kvinnor i en text i Le Monde. I texten uttryckte de obehag inför avsaknaden av rättsliga prövningar med rätt för de anklagade att försvara sig och att fallen hanterades i sociala medier.

### Sverige
I Sverige blev kampanjen särskilt stor, något som även uppmärksammades internationellt. En hemlig Facebookgrupp skapades och samordnades av Emmy Lilliehorn och Elin Andersson för att samordna 65 av de branschbundna svenska metoo-uppropen. Att det i Sverige skapades en samordningsgrupp gjorde metoorörelsen i landet unik i sitt slag. Inget annat land i världen hade en så arbetslivskopplad rörelse med så många upprop. Gruppen sammanställde och överlämnade en kravlista på sju punkter till Regeringen Löfven I. 2019 startades den ideella föreningen Metoouppropen.
Expressens kulturchef Karin Olsson sade 2021 att "Den här rörelsen genomsyrade allt vid den här tidpunkten." Ola Wong skrev 2023 hur Lina Makbouls bok Revolutionens första offer visade att det under perioden i svensk media tillämpades omvänd bevisbörda, där den anklagade betraktades skyldig tills motsatsen hade bevisats.
I Sverige hade en liknande kampanj, prataomdet, fått stor medial uppmärksamhet i slutet av 2010. Även den handlade om sexuella ofredanden och övergrepp, men med fokus på gränsdragningar, gråzoner och vikten av kommunikation.
Den 14 oktober 2017 lade inredaren Lulu Carter en bild på Instagram med texten "Timell = TV4's egen Harvey Weinstein" till vilken hon sedan lade till hashtaggen #metoo. Det ledde till att TV4 avbröt samarbetet med Martin Timell efter att flera vittnat om sexuella trakasserier, sexistiska, homofoba och rasistiska skämt på inspelningar där Martin Timell varit framträdande.
Den 16 oktober 2017 anklagade Cissi Wallin skribenten Fredrik Virtanen för att ha drogat och våldtagit henne 2006. Anklagelsen spreds vidare av Mia Skäringer med 230 000 följare, Camilla Läckberg med 190 000 följare länkade till det, Clara Henry twittrade om det till sina 140 000 följare. Wallin hade gjort en polisanmälan 2011, men förundersökningen lades ner eftersom brott inte kunde styrkas. Anklagelsen ledde till att Virtanen tog en timeout efter att flera personer berättat om sexuella ofredanden.[källa behövs] Expressen och Svenska Dagbladet namnpublicerade Virtanen nio dagar efter Wallins anklagelse i sociala medier. Massmedia i allmänhet, och Aftonbladet i synnerhet, kritiserades av vissa för att inte namnge Virtanen förrän mer än en vecka efteråt trots att andra utpekade hade namngivits.. Andra menar att det var fel att publicera Virtanens namn och bild, eftersom det inte gått att bevisa att det påstådda brottet begåtts. I juni 2018 fälldes Expressen och Resumé i Pressens Opinionsnämnd för sina publiceringar kring händelsen. Fredrik Virtanen nekade till anklagelserna och i januari 2018 anmälde han Cissi Wallin för grovt förtal.[Uppdatering behövs]
Efter anklagelser om sexuella övergrepp lämnade även Lotta Bromé, programledare för P4 Extra, Sveriges Radio den 21 november 2017.
Söndagen den 22 oktober 2017 anordnades flera manifestationer i svenska städer med #metoo som tema. Initiativtagare till manifestationen i Stockholm var Carolin Solskär och Gabriella Ohlzon, som började på var sitt håll innan de blev varse om varandra och genomförde den tillsammans.
Den 19 november samlades 200 skådespelare från uppropet #tystnadtagning i en manifestation på Södra Teatern i Stockholm där anonyma vittnesmål om sexuella övergrepp lästes upp på scenen. Bland åhörarna fanns kultur- och demokratiminister Alice Bah Kuhnke, kronprinsessan Victoria och drottning Silvia.
Det har uppstått en debatt kring huruvida medier publicerar namn på de anklagade, speciellt eftersom flera av de anklagade är journalister på de medieföretag som rapporterar om rörelsen och de anklagelser som skett. Olika mediehus har både kritiserats för att vara för snabba och för långsamma med namnpubliceringar i samband med #metoo.
Den 23 november lämnade socialdemokraten Roger Mogert sitt uppdrag som stadsbyggnads- och kulturborgarråd i Stockholms stad efter en intern utredning som kommit fram till att Mogert utnyttjat sin ställning för sexuella närmanden. Även politikern Lars Ohly, tidigare partiledare för Vänsterpartiet, pekades ut i sociala medier och bad om ursäkt offentligt i en debattartikel i Svenska Dagbladet den 23 november.
DN skrev den 27 november att den miljöpartistiske riksdagsledamoten Stefan Nilsson i över 10 års tid hade anklagats för systematiska trakasserier och sexuella närmanden. Dagen efter blev han politisk vilde i riksdagen. Han återtog beteckningen MP i februari 2018. Nilsson beskrev senare hur han hade blivit inkallad till ett möte med Miljöpartiets partisekreterare Amanda Lind samt två tjänstemän och en riksdagsledamot: "Utan att veta vad jag anklagas för, och utan att få möjlighet att försvara mig, blev jag under sittande möte uppmanad att avsäga mig min riksdagsplats." En tidigare partikollega dömdes den 2 december 2019 av Södertörns tingsrätt för grovt förtal av Nilsson. 
Efter en publicering i Aftonbladet lämnade Benny Fredriksson i december sin post som vd för Kulturhuset Stadsteatern i Stockholm efter att ha arbetat där sedan 2002. Publiceringen gjordes i samma kontext som #metoo, och artiklarna på webben taggades med "metoo", men behandlade tystnadskultur i samband med dåligt ledarskap snarare än sexuella trakasserier. Han begick några månader senare självmord.
Ellinor Skagegård skrev 9 december 2017 i Svenska Dagbladet att "Eva Lundgrens forskning om mäns våld mot kvinnor beskylldes för 16 år sedan för att vara överdriven och till och med fabricerad. I dag, under pågående #metoo-debatt, ser det ut som om hon hade rätt." År 2018 skrev Eva Lundgren och juristen Jenny Westerstrand att "den feministiska rörelsen och forskningen har under de senaste tjugo åren försökt förmedla kunskaper om kvinnors våldsutsatthet till media och till politiker. Men centrala delar av den svenska journalistkåren har varit en av de starkaste krafterna för att budskapet inte ska gå fram."

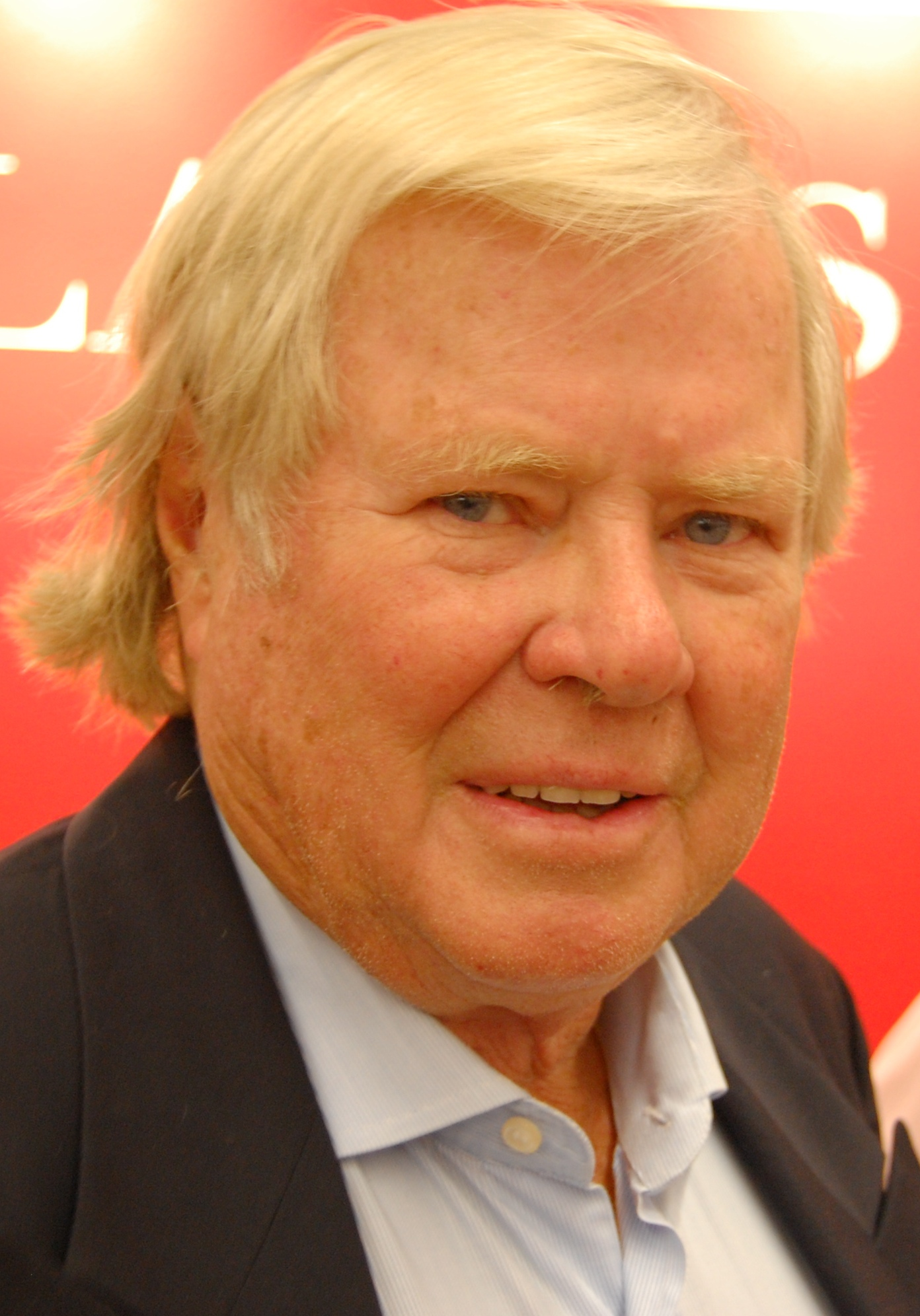
Journalisten Staffan Heimerson var tidigt kritisk mot #metoo och jämförde kampanjen med häxprocesserna i Salem (1692–1693).

#### Problematiserande
I samband med #metoo blev dilemmat kring namnpublicering tydligt. Flera av mediernas namnpubliceringarna mötte en stark kritik. Några av dem som tidigt kritiserade, problematiserade eller ifrågasatte kampanjen eller mediebevakningen i Sverige var Lisa Bjurwald, Åsa Linderborg, Alexander Bard, Aron Flam, Staffan Heimerson och Katarina Barrling. 
Linderborg varnade för lynchjustis och hoten mot rättsstaten, men uppfattades då som en fiende till #metoo-rörelsen.:2m27s Heimerson skrev en krönika i Aftonbladet och gav en intervju med tidningen Resumé där han starkt kritiserade #metoo och jämförde den med häxprocesser och Josef Stalins utrensningar vilket ledde till att Aftonbladet den 28 november avslutade alla samarbeten med frilansjournalisten. Heimerson kom senare ut med boken Punkt Slut? i vilken han även lyfte McCarthyeran och Kulturrevolutionen som möjliga analogier. Åsa Linderborg kritiserade påståendet att man inte fick ifrågasätta någon berättelse för att det skulle vara förnedrande att inte bli trodd. Hon jämförde med massövergreppen i Köln nyårsafton 2015 där offrens uppgifter diskvalificerades som flyktingfientliga utsagor. Katarina Barrling påpekade att mycket av rapporteringen publicerades i medier som annars är snara att tala om rättssäkerhet och källkritik. Hon ifrågasatte resonemanget att utsagornas mängd skulle medföra att de var representativa för alla. Janne Josefsson sade hösten 2018 "Man har i praktiken varit en folkdomstol. Man har inte kollat grejerna bara för att alla vill stå i det rätta hörnet." och att det innebar att publiken tappade förtroende för pressen. Paulina Neuding var i mars 2019 kritisk till att medierna publicerade flera upprop trots att det var oklart om ett undertecknande betydde att de som skrivit under själva hade blivit utsatta för övergrepp eller om de avsåg visa sitt stöd till de som utsatts.
I samband med att Benny Fredriksson begick självmord tre månader efter sin avgång beskrev Åsa Linderborg samtalsklimatet hösten 2017 och svårigheterna med att hitta avvikande röster: "Vi sökte dem som hade andra uppfattningar, vi visste ju att de fanns, men de ville eller vågade inte ställa upp i de allmänt hysteriska Metoo-tiderna som inte medgav några nyanseringar." Linderborg efterlyste en ordentlig, prestigelös och ärlig pressetisk diskussion. Hon efterlyste en självrannsakan hos mediernas rapportering kring metoo, och inte bara i frågan om rapporteringen kring Fredriksson. Linderborg medverkade själv i stor omfattning i Torbjörn von Kroghs undersökning om Aftonbladets publicering som presenterades i juni 2020 vid Institutet för mediestudier.:11
Hösten och vintern 2017 var en speciell tid för journalistiken i Sverige. Granskningar med mängder av anonyma berättelser blev vardag, och i vissa fall framstod det som att det stora antalet källor i sig själv var en garant för anklagelsernas riktighet. Expressen var den tidningen i Sverige som tog taktpinnen och en ledande roll i att publicera namn på de anklagade personerna. Detta ledde till att flera andra konkurrerande tidningar också gjorde detta. Att de stora mediehusen gjorde liknande avvägningar kring namnpubliceringar under hösten och vintern 2017 kan förklaras av en känsla att hamna efter i rapporteringen av nyheter kring #metoo.
Att flera tidningar valde att publicera namn på personer som anklagas för sexuella övergrepp under #metoo förklarades också med argumentet, "att alla redan vet". Tidningar motiverade sina publiceringar av namn genom att säga att namnet på den anklagade personen redan röjts i hög grad på andra medieplattformar och därför åsamkar inte ytterligare en artikel med namn någon mer skada. Bland annat motiverar Aftonbladet sin namnpublicering av den tidigare anonymiserade TV4 profilen Martin Timell med att "praktiskt taget alla andra mediehus [...] publicerar både hans namn och bild [...] alla vet ändå vem det handlar om".
Publicistklubbens ordförande Anna Hedenmo sade i mars 2018 att det var "utmanande att försöka ifrågasätta rapporteringen". Hedenmo sade att det vanliga journalistiska hederliga jobbet inte gjordes, och undrade om siffrorna representerade egna erfarenheter eller om det var solidaritetsröster med kollegor och vänner.:8m4s
Nils Hanson, då chef för SVT:s Uppdrag granskning, frågade sig varför man inte gick till botten med de allvarliga anklagelserna och varför det var så bråttom. Han ansåg det slående hur media i långa, och till synes genomarbetade, artiklar hade blandat rena olagligheter med utslag av dåligt omdöme. Han menade att en självrannsakan hos media var nödvändig för att de skulle kunna behålla sin trovärdighet, och att den pressetiska diskussionen skulle bli avgörande för vilken trovärdighet media skulle tillmätas i framtiden.
Anne Sofie von Otter (Benny Fredrikssons änka) sade i juli 2018 att medier under metoo-kampanjen överdrev anklagelser om oönskat beteende och att pornografiska undertoner blev en strategi för medierna att attrahera läsare.
Filmregissören Jaana Fomin berättade i november 2019 om sin erfarenhet av samtalen i de slutna forumen.:31m Hon beskrev bland annat förfarandet att administratörerna upprättade så kallade "förövarlistor" där namn på dem som anklagades skrevs upp. Inom grupperna rådde delade meningar om dessa skulle delges medlemmarna i gruppen eller inte. Skådespelaren Sofia Helin, som var en av administratörerna i gruppen för #tystnadtagning, uttryckte i mars 2019 besvikelse över att inte rådfrågas när personer skulle anställas.:56m
Brit Stakston skrev i november 2019 att det var bekymmersamt hur #metoo fick en undertext av att kvinnor var rättslösa i Sverige, vilket hon menade inte gagnade någon utom möjligtvis nya förövare. Hon skrev att "Rättssystemet i relation till sexbrott måste utvecklas och värnas, inte ersättas av folkdomstolar online som regisseras av enskilda individer med många följare."
År 2021 uttryckte Cissi Wallin i en krönika i Expressen att hennes publik i många fall kräver raseri, vilket lett henne till att i vissa fall omvärdera sin aktivism retroaktivt. Detta skedde efter att hon på grund av sitt skrivande blivit inblandad i flera domstolsfall.[källa behövs]

#### Upprop
En drivande faktor av #metoo i Sverige var den mediala rapporteringen kring en rad hashtagbaserade upprop från kvinnor i olika branscher där hashtagen var en ordlek med anspelning på den aktuella branschen.
Tabellen nedan listar ett urval svenska hashtagupprop med koppling till #metoo och det datum som gruppen valde att redovisa antalet till media. Den redovisar också hur många personer som respektive grupp identifierat som undertecknare och vilka yrken eller branscher personerna är verksamma inom.
| Namn                          | Datum      | Antal  | Undertecknare                                               | Källor        |
| ----------------------------- | ---------- | ------ | ----------------------------------------------------------- | ------------- |
| #tystnadtagning               | 2017-11-08 | 703    | kvinnliga skådespelare                                      | [ 76 ] [ 77 ] |
| #visjungerut                  | 2017-11-13 | 653    | kvinnliga sångare, mestadels från opera- och konsertvärlden | [ 78 ] [ 79 ] |
| #medvilkenrätt                | 2017-11-15 | 5 965  | kvinnor i juristbranschen                                   | [ 80 ]        |
| #närmusikentystnar            | 2017-11-17 | 1 993  | kvinnor i musikbranschen                                    | [ 81 ]        |
| #imaktenskorridorer           | 2017-11-17 | 1 319  | kvinnliga politiker                                         | [ 82 ]        |
| #teknisktfel                  | 2017-11-19 | 1 139  | kvinnor i teknikbranschen                                   | [ 83 ]        |
| #deadline                     | 2017-11-21 | 4 084  | kvinnliga journalister                                      | [ 84 ] [ 85 ] |
| #tystiklassen                 | 2017-11-22 | 1 700  | elever från grundskolan till gymnasiet                      | [ 86 ]        |
| #inteförhandlingsbart         | 2017-11-22 | 1 501  | kvinnor från fackförbunden                                  | [ 87 ]        |
| #timeout                      | 2017-11-22 | 2 290  | kvinnor från idrottsvärlden                                 | [ 88 ]        |
| #tystdansa                    | 2017-11-22 | 620    | kvinnliga dansare                                           | [ 89 ] [ 90 ] |
| #räckupphanden                | 2017-11-23 | 8 000  | gymnasieelever                                              | [ 91 ]        |
| #akademiuppropet              | 2017-11-24 | 2 400  | kvinnor inom akademin                                       | [ 92 ]        |
| #vardeljus                    | 2017-11-24 | 1 382  | anställda och frivilliga inom Svenska kyrkan                | [ 93 ]        |
| #akademiuppropet              | 2017-11-24 | 2 400  | kvinnliga akademiker                                        | [ 94 ]        |
| #UnderYtan                    | 2017-11-26 | 133    | kvinnor som lever under hedersförtryck                      | [ 95 ]        |
| #sistaspikenikistan           | 2017-11-27 | 4 672  | kvinnor inom byggbranschen                                  | [ 96 ]        |
| #sistabriefen                 | 2017-11-28 | 2 126  | kvinnor inom pr-branschen                                   | [ 97 ]        |
| #ickegodkänt                  | 2017-11-28 | 3 853  | lärare                                                      | [ 98 ]        |
| #givaktochbitihop             | 2017-11-29 | 1 768  | kvinnor inom svenska försvaret                              | [ 99 ]        |
| #visparkarbakut               | 2017-11-29 | 1 089  | kvinnor inom ridsport                                       | [ 100 ]       |
| #utantystnadsplikt            | 2017-11-30 | 10 400 | kvinnliga läkare                                            | [ 101 ]       |
| #skiljagnarnafrånvetet        | 2017-11-30 | 937    | inom det gröna näringslivet                                 | [ 102 ]       |
| #utgrävningpågår              | 2017-11-30 | 387    | kvinnliga arkeologer                                        | [ 103 ]       |
| #vikokaröver                  | 2017-11-30 | 1 863  | kvinnor inom restaurangbranschen                            | [ 104 ]       |
| #metoobackstage               | 2017-12-01 | 1 614  | kvinnor som arbetar bakom tv-, film- och scenproduktioner   | [ 105 ]       |
| #listanärstängd               | 2017-12-05 | 444    | kvinnor och icke-binära i nattklubbsbranschen               | [ 106 ]       |
| #orosanmälan                  | 2017-12-06 | 2 440  | socialarbetare                                              | [ 107 ]       |
| #intedinhora                  | 2017-12-10 | 141    | kvinnor och flickor med erfarenhet av prostitution          | [ 108 ]       |
| #skrattetihalsen              | 2017-12-11 | 80     | kvinnliga komiker                                           | [ 109 ]       |
| #theshowisover                | 2017-12-11 | 873    | kvinnor i cirkusbranschen                                   | [ 110 ]       |
| #nustickerdettill             | 2017-12-16 | 1 309  | vårdanställda                                               | [ 111 ]       |
| #KillTheKing                  | 2017-12-18 | 1 381  | kvinnor inom hårdrocksscenen                                | [ 112 ]       |
| #inteminskuld, #påvåravillkor | 2018-01-14 | 300    | kvinnor i finans- och försäkringsbranschen                  | [ 113 ]       |
| #lättaankar                   | 2018-01-17 | 1 150  | kvinnliga sjömän och sjöbefälsstuderande                    | [ 114 ]       |
| #sanningenskagöraerfria       | 2018-01-19 | 436    | kvinnor i frikyrkan                                         | [ 115 ]       |
| #slutvillkorat                | 2018-01-22 | 60     | kvinnor med funktionsnedsättning                            | [ 116 ]       |
| Totalt:                       |            | 73 605 |                                                             |               |

Följande upprop har startat men ännu inte publicerats:
#banaväg (transport), #felfil (It-branschen), #metoovoo (Vård och omsorg), #runforlife (friidrott), #stopplikt (bilskollärare), #taggarnautåt (florister), #arbetsfel (HR-medarbetare).

#### Konsekvenser
Enligt Staffan Heimersson hade metoo, trots alla utpekanden, i mitten av februari 2018 endast lett till två polisutredningar men inga åtal. Två dagar senare fälldes en kvinna för förtal för att på sociala medier pekat ut en person som hon sade hade våldtagit henne. I juli 2019 dömdes en kvinna i tingsrätten för förtal för att i slutna Facebook-grupper skrivit att hon blivit våldtagen av en känd svensk regissör. Den kvinna som spridit anklagelser mot sin partikamrat, riksdagsledamoten Stefan Nilsson, åtalades för förtal i september 2019[Uppdatering behövs] och fälldes för grovt förtal i december samma år. I mars 2020 fälldes en kvinna för grovt förtal efter att 2017 i en hemlig Facebookgrupp skrivit att en känd svensk komiker hade utsatt henne för sexuella övergrepp under ett års tid.
SVT-profilen Lasse Kronér anklagades och polisanmäldes för sexuella övergrepp i samband med inspelningar av Doobidoo några år tidigare, vilket ledde till att Kronér hoppade av framtida inspelningar av tv-programmet Smartare än en femteklassare samt att framtida inspelningar av programmet Doobidoo lades på is. Åklagaren lade ned förundersökningen då brott inte kunde styrkas och Kronér delgavs aldrig formellt misstanke om brott. Trots detta fick anklagelserna och publiceringarna allvarliga konsekvenser och Kronér berättade i en intervju hur bokningarna upphörde i samband med anklagelsen och att bokningar inte inkom de följande 3,5 månaderna. Han upplevde mediernas brist på självrannsakan som skrämmande.
Sveriges kulturminister Alice Bah Kuhnke kallade till sig cheferna på de tre nationalscenerna Dramaten, Operan och Riksteatern, i november 2017 för att hålla kontinuerliga möten.[uppföljning saknas] Dramaten upprättade en möjlighet att anmäla och berätta anonymt.
I juli 2018 tilldelades det svenska #metoo-initiativet Sparbanksstiftelsen Sjuhärads sociala medier-pris. Vid mottagandet representerades rörelsen av Emmy Lilliehorn och Elin Andersson.
Sommaren 2018 friades Martin Timell i tingsrätten där han stod åtalad för våldtäkt. I mars 2019 stämde Timell TV4 för avtalsbrott och TV4:s VD för förtal och tilldelades enligt uppgift ett skadestånd på 8,9 miljoner kronor. Timell stämde även Expressen men han drog senare tillbaka stämningen.
Metoo-rörelsen skyndade på den svenska samtyckeslagstiftningen. Den 1 juli 2018 ändrades lagstiftningen som gäller våldtäkt så att lagen nu bygger på avsaknad av frivillighet istället för förekomst av våld, hot eller en särskilt utsatt situation. Det fanns farhågor från juristhåll om att den skulle vara svår att tillämpa. Enligt Brottsförebyggande rådets uppföljning 2020 hade antalet åtal och fällande domar för våldtäkt ökat markant sedan lagändringen.
I samband med #metoo granskades Jean-Claude Arnault "Kulturprofilen" 2017 av Dagens Nyheter, där 18 kvinnor intervjuades om sexuella trakasserier. Den 1 oktober 2018 dömdes han av en enig tingsrätt till två års fängelse och 115 000 kronor i skadestånd för ett fall av våldtäkt. Domen överklagades av försvarsadvokaten, och den 3 december 2018 ändrade Svea hovrätt Stockholms tingsrätts dom och dömde Arnault även för våldtäkt vid den andra händelsen till totalt 2,5 års fängelse. Lena Andersson skrev i Dagens Nyheter att rättsstaten hade bortsett från sitt uppdrag att förstå verkligheten i dess helhet och att domen var ett justitiemord.
Jean-Claude Arnault hade starka band till Svenska Akademien, och avslöjandet om hans övergrepp ledde till institutionens hittills djupaste kris.

##### Granskningar av mediernas rapportering

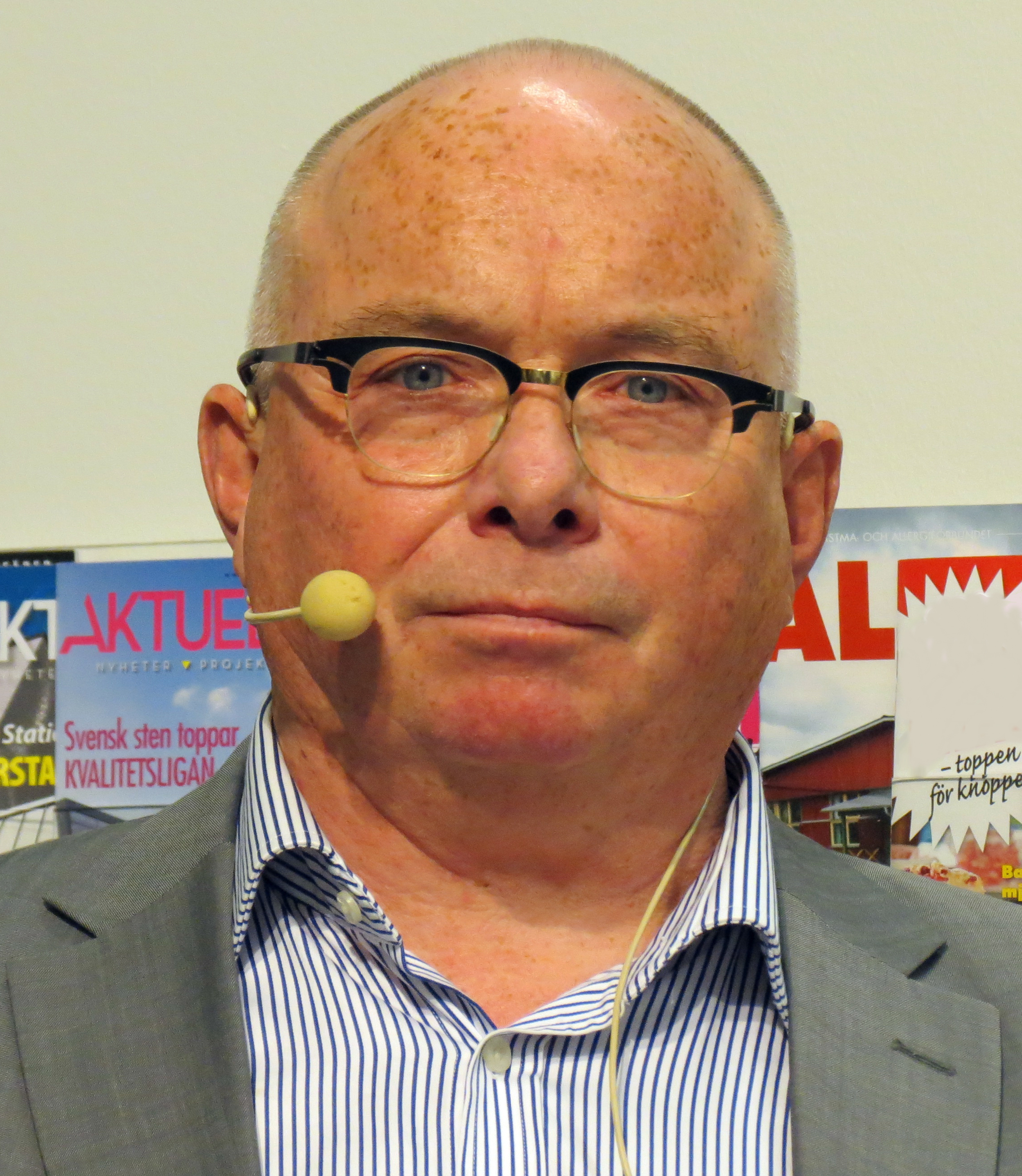
Pressombudsman Ola Sigvardsson som i november 2018 menade att "Publiceringarna gjorde metoo en otjänst".

Under 2018 och 2019 fälldes flera svenska medier i Pressens opinionsnämnd för publiceringar i samband med metoo. Vissa fälldes för flera publiceringar. I juni 2018 fälldes Expressen (4 fällningar), Svenska Dagbladet (2 fällningar), Dagens Nyheter, Aftonbladet, Arbetaren och Hänt i veckan (1 fällning vardera). I september 2018 fälldes Göteborgs-Posten, Expressen/Göteborgs-Tidningen, Jönköpings-Posten och Aftonbladet. I november 2018 fälldes Metro, Resumé och Aftonbladet för publiceringar. I december 2018 fälldes Dagens Nyheter och Resumé. I mars 2019 fälldes Aftonbladet för sina publiceringar om Kulturhuset Stadsteaterns VD Benny Fredriksson och tidningen medgav då att den hade gjort fel. I april 2019 fälldes Aftonbladet och Dagens Nyheter för publiceringar.
Den 3 september fälldes Sveriges Television (två inslag i Rapport och fyra inslag i Aktuellt), Sveriges Radio och TV4 av Granskningsnämnden för publiceringar i samband med metoo. SVT:s Kulturnyheterna fäldes för en publicering om Benny Fredriksson.
Pressombudsmannen Ola Sigvardsson menade att publiceringarna gjorde metoo en otjänst då de fokuserade på personer istället för strukturproblem och sade att "Det är svårt att göra kittlande journalistik av strukturfrågor, medan en cocktail av kändisar och sex känns oemotståndlig." Sigvardsson kommenterade fällningarna med att säga att "Det är [...] inte att, utan hur, tidningarna rapporterat som kritiseras." Sigvardsson sade att publicitetsskadan var oförsvarlig. Beläggen för det som tidningarna påstod var svaga och vid publiceringstillfällena hade ingen i de aktuella publiceringarna ens blivit åtalad för sexualbrott. Sigvardsson framhöll att om en förundersökning är nedlagd så är den misstänkta personen ur ett juridiskt och etiskt perspektiv att betrakta som oskyldig, och att en polisanmälan inte är ett belägg för skuld. Enligt Sigvardsson var det inte tillräckligt med en försiktighetsprincip i media som bara fungerade under normala omständigheter men inte när det stormar på sociala medier.
Uppdrag gransknings program "#metoo och Fredrik Virtanen" gick igenom bland annat Cissi Wallins namngivning av Virtanen. Reportern Lina Makboul beskrev hur hon hade utsatts för påtryckningar under arbetet med programmet, även av kvinnliga journalistkollegor som menade att saken inte borde granskas. Programmet anmäldes till Granskningsnämnden av omkring 2200 personer vilket gjorde det till det mest anmälda programmet i SVT:s historia. Många av anmälarna menade att programmet brustit i att vara sakligt och opartiskt. Programmet fälldes med minsta möjliga marginal av en oenig nämnd för intrång i Cissi Wallins privatliv för att ha publicerat uppgifter som enligt SVT redan var offentligt kända. Programmet friades på punkterna att ha brustit i saklighet och opartiskhet. Makboul skrev senare boken Revolutionens första offer och sade 2023 att man på hennes jobb vid tiden då metoo uppmärksammades bara pratade om metoo och beskrev stämningen där som ett väckelsemöte, som att landet befann sig i religiös extas och revolution.:18m29s Enligt Makboul omfattade denna religiösa extas även Sveriges Television och Sveriges Radio och att det där fanns flera journalister som glömde vad de hade lärt sig på journalistutbildningarna och istället valde att bli aktivister under revolutionen.:45m24s Om Expressens publicering om Fredrik Virtanen och Aftonbladets publicering om Benny Fredriksson sade Makboul att det var slående att det inte av artiklarna gick att utläsa om reportrarna ens hade gjort försök att fastställa sanningshalten i de anonyma anklagelserna.:24m43s Enligt Makboul var de traditionella mediernas namnpubliceringar av Virtanen inte befogade utan istället ett desperat försök att hitta en svensk motsvarighet till Harvey Weinstein, och att medierna 2023 fortfarande försökte detta.:35m28s Hon noterade att medierna inte hade citerat en enda gång ur förundersökningen om Virtanen, och att det framstod som att medierna bara hade publicerat den ena partens berättelse.:41m14s I sin bok beskrev hon hur Cissi Wallin vid tiden hade agerat på olika sätt för att försvåra för Makboul att bedriva sitt journalistiska arbete.:42m32s Makboul sade att medierna efter metoo varken hade rannsakat sig själva eller bett om ursäkt för de fel som hade begåtts, och att hon hyste ett förakt för delar av sin yrkeskår.:1h2m10s
Enligt en undersökning från Göteborgs universitet fick Metoo ungefär fyra gånger mer utrymme i de största svenska tidningarna jämfört med de danska, och medan de danska medierna tog upp det i ett kultur- och debattsammanhang så tog de svenska medierna ofta upp det på nyhetsplats. Danska medier rapporterade om Metoo som något man kunde ha olika attityder till, inte som ett strukturellt problem som krävde svar från politiker eller ändrad lagstiftning. I svenska medier beskrevs Metoo som något positivt, en folkrörelse och kamp mot maktstrukturer. I danska medier oftare negativt, som en häxjakt och en olaglig folkdomstol.
Institutet för mediestudier publicerade i juni 2020 Om medieetik efter #metoo. Lars Truedson skrev att uthängningarna i sig var övergrepp och skedde till synes utan systematik eller tydlig argumentation, och att "En så stor medieetisk kontrovers borde utredas, något som gjorts upprepade gånger i Norge.":7-8 Flera medier motiverade sina namnpubliceringar med argumentet att "alla redan vet", någon som visade sig inte alls stämma.:9-10 Therese Rosenvinge menade att publiceringarna äventyrade förtroendet för medierna, förtroendet för det pressetiska systemet och till och med äventyrade enskildas liv.:10 Torbjörn von Krogh undersökte Aftonbladets publicering om Benny Fredriksson och rekommenderade en utredning av publiceringarna enligt norsk modell.:11 Olle Lidbom beskrev hur två parallella system för medieetik växte fram, ett i traditionella  medier och ett i sociala medier.:11-12 Truedson efterlyste "en större diskussion om medieetik i vid mening".:12

### USA

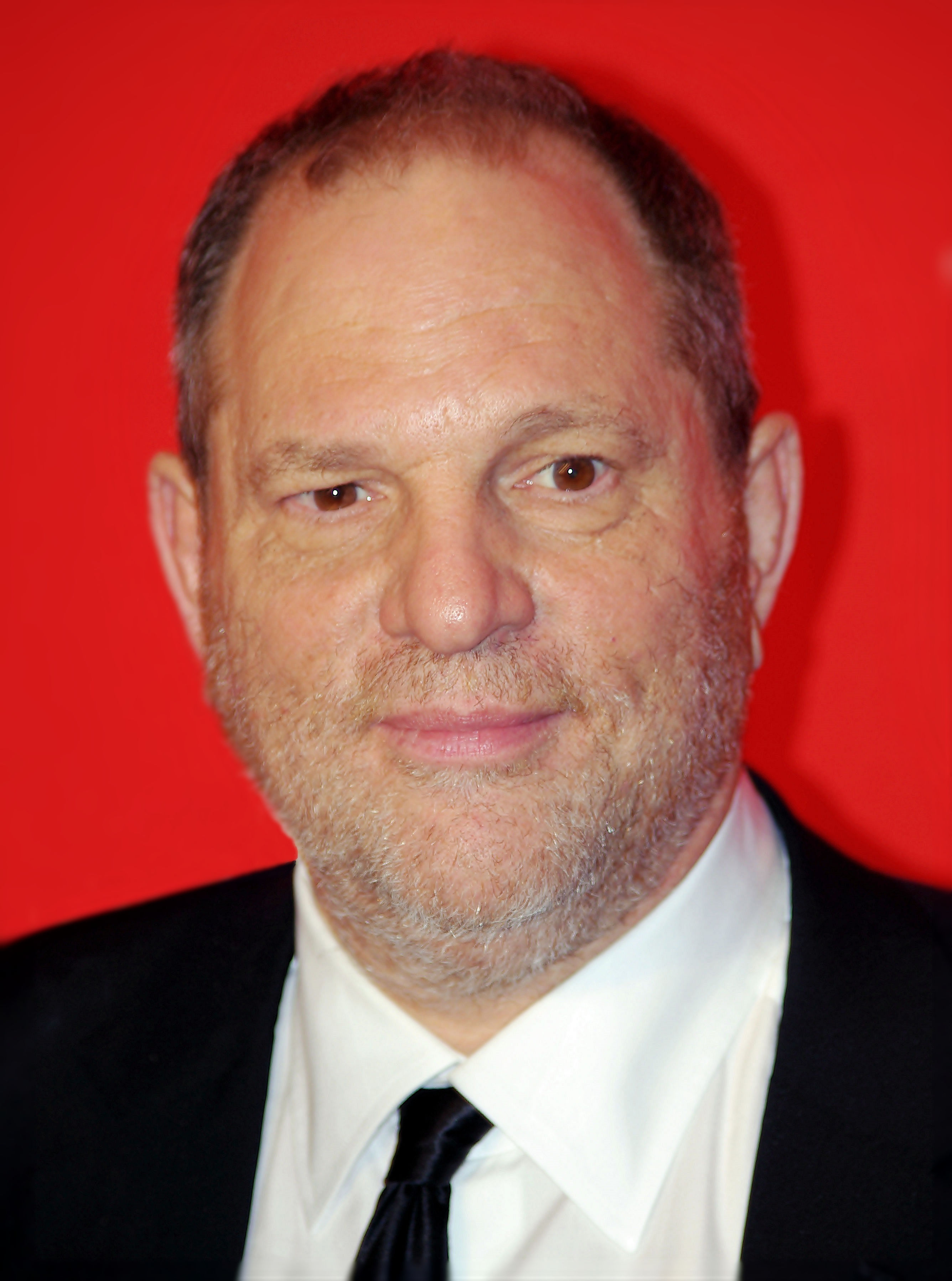
Harvey Weinstein, som stod i centrum i inledningen av #metoo.

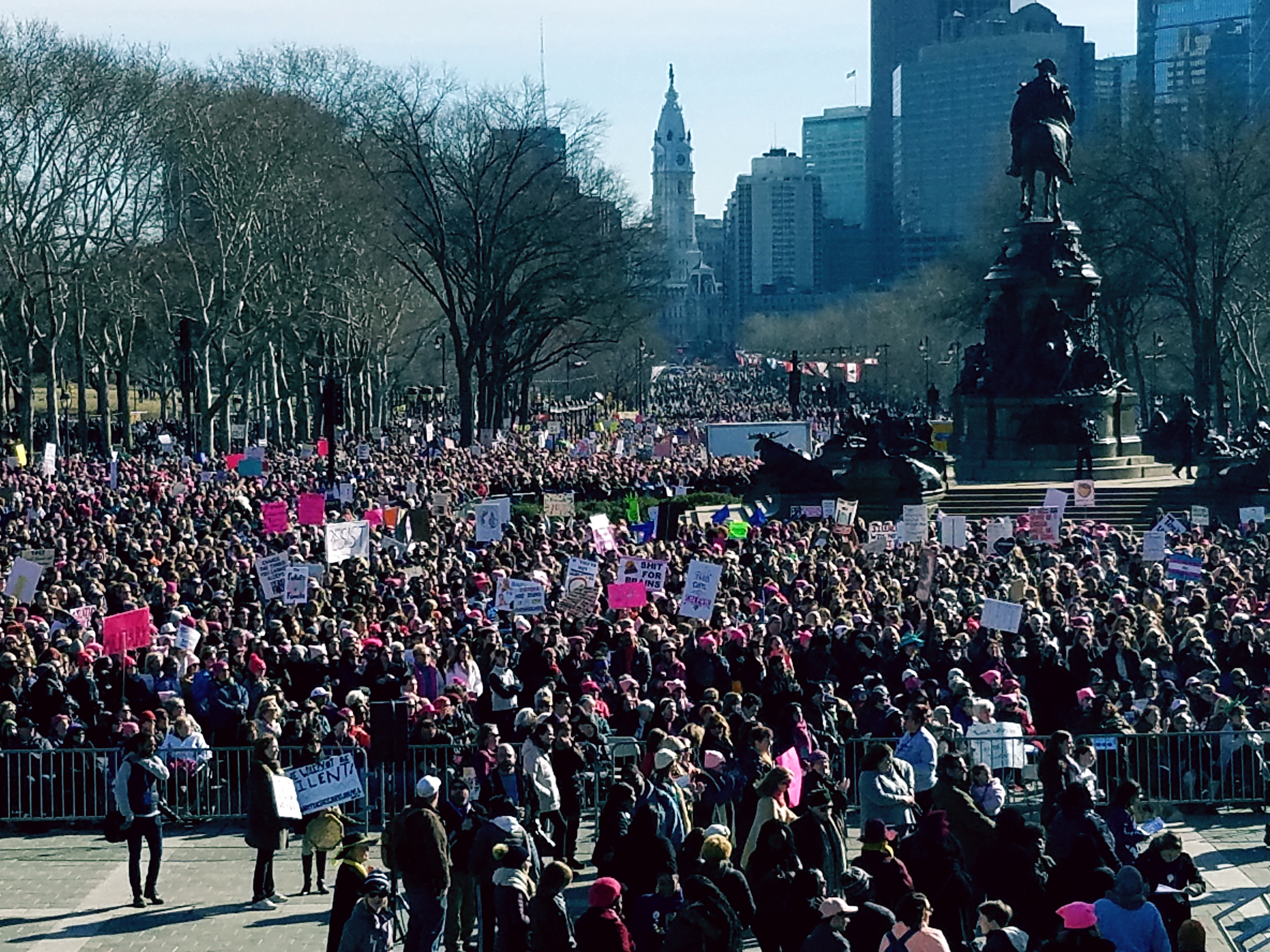
Protest i Philadelphia i samband med #metoo.

Rörelsen startade i USA, och det är också där den har fått mest spridning och effekt. Skådespelaren Kevin Spaceys påstådda övergrepp ledde till att Netflix valde att lägga ned tv-serien House of Cards där Spacey spelar huvudrollen. Flera amerikanska politiker har också anklagats för sexuella trakasserier, bland andra Roy Moore och Al Franken.
I december 2017 utsåg tidskriften Time Metoo-rörelsen (under rubriken "The Silence Breakers") till årets person.
Metoo-rörelsen ses ibland som en del av en fjärde feministisk våg. Den inträffade parallellt med en ökad debatt kring pornografins risker, där både konservativa tyckare och anti-pornografi-feminister kritiserade fenomenet från olika håll men även röster om risken för moralpanik väcktes.

### Lokala alternativa hashtaggar
- Arabiska: أنا_كمان#
- Baskien: #NiEre
- Engelsktalande länder: #MeToo
- Frankrike: #balanceTonPorc[176]
- Galicien: #EuTamén
- Israel: גםאנחנו#
- Italien: #QuellaVoltaChe
- Japan: #meToo
- Kanada, fransktalande områden: #MoiAussi
- Katalonien: #JoTambé
- Kina: #我也是
- Mexiko #NoAlAcoso
- Norge: #stilleforopptak
- Spanien: #YoTambién
- Sydkorea: #나도
- Tunisien: #EnaZeda[177][178]
- Vietnam: #TôiCũngVậy

## Effekter för de anklagade
Sett globalt har metoo och relaterade granskningar eller kritik haft långtgående, till och med förödande, konsekvenser för flera som har anklagats i samband med kampanjen. Många har fått lämna uppdrag eller jobb, ofta innan någon juridisk prövning har slutförts. I några fall har det lett till att anklagade begått självmord.

## Senare kommentarer

### Möjliga orsaker
Flera senare kommentarer lyfte att en bidragande faktor var en vilja att eliminera konkurrens. Uppropet mot Benny Fredriksson i december 2017 hade som uttalat syfte att få bort honom. Regissören Jaana Fomin sade i november 2019 att "Det är som att man tror att det finns en konstant pott av kreativitet och om vi tar bort några härifrån så kan vi kliva in. Så det handlade ju om någon slags maktförskjutning.":54m55s
Den irländska författaren och akademikern Angela Nagle, som beskriver och kommenterar onlinekulturer, menade i maj 2020 att metoo var en del av det hon kallade "The millennial socialist movement", en inre elitkonflikt mellan en yngre och en äldre generation. I ett resonemang tillämpade Nagle Peter Turchins (en) teorier om kliodynamik (en), där en av komponenterna, överexpanderad elit i form av övertaliga högutbildade millennials (orsakade av Tony Blairs och Bill Clintons massiva expansion av högre utbildning), kombinerat med de mycket begränsade antalet elitpositioner utsatta för mycket hård konkurrens, leder till stora konflikter. Nagle menade att den höga andelen etablerade kulturpersonligheter som hängdes ut i samband med metoo kunde förklaras med att personer i lägre positioner ville tunna ut konkurrensen och göra sig av med dem som nått högre positioner med förhoppningen att de själva skulle kunna ersätta dem. Nagle refererade även till en artikel i American Affairs av Julius Krein (en) som belyste hur gapet mellan denna "nästanelit" och eliten de senaste åren hade ökat mer än gapet till klasserna strax under.
Malcom Kyeyune skrev i maj 2021 om Turchins teori om överproduktion av eliter och den konkurrens om elitjobb och positioner i samhällstoppen som det leder till. Kyeyune skrev att kultursfären var särskilt drabbad av ideologiska korståg och att metoo var ett exempel på det. I maj 2022 hänvisade även David Goodhart till Turchins teori om överproduktion av eliter som en destabiliserande politisk kraft när en stor del av den utbildade eliten är missnöjd för att de tvingas ta dåligt betalda jobb. Goodhart nämnde inte metoo men exemplifierade med rörelserna bakom Bernie Sanders och Jeremy Corbyn, samt Black Lives Matter.
Oscar Swartz skrev i april 2021 att metoo var en sexuell kontrarevolution mot den sexuella revolutionen på 1960- och 1970-talen.

### Kritik och självkritik
Åsa Linderborg skrev den självkritiska boken Året med 13 månader (2020) och hoppades att även fler skulle erkänna sina fel under #metoo.Mall:13m34s
I samband med Lina Makbouls bok Revolutionens första offer skrev den feministiska opinionsbildaren Kajjan Andersson i mars 2023 en självkritisk krönika i Expressen. Om #metoo skrev Andersson att man måste undvika den inställning till kritiska frågor som rådde, om faran med fokuset på kändisar, om lärdomen om vad som händer när meningsskiljaktigheter bemöts som högförräderi, och hon förkastade den mobbmentalitet som rådde. Om Makbouls granskning och medias agerande under #metoo skrev hon "Att syna mediernas hanterande av #metoo var, och är fortfarande, alldeles självklart och nödvändigt. Resultatet visade nämligen på lögner, maktspel, slarv, manipulation, jäv, fullkomligt bristfällig research, populism och det som Makboul omnämner som 'masspsykos'. [...] Vi fallerade. Media fallerade. Och vi måste äga det och göra bättre ifrån oss när vi hanterar så viktiga frågor som mäns sexuella övergrepp på kvinnor och tystnadskulturen som inte sällan följer." Andersson tackade Makboul för boken och bad om förlåtelse för hur hon hade agerat under #metoo.